# Pilar Hidalgo-Lim
Pilar Hidalgo-Lim (ur. 24 maja 1893, zm. 8 grudnia 1973) – filipińska działaczka społeczna i wykładowczyni akademicka.

## Życiorys
Urodziła się w Boac w prowincji Marinduque. Była szóstym z dziewięciorga dzieci Luisa Hidalgo i Eulalii Lardizabal. Szkołę podstawową i średnią ukończyła w stołecznej Manili. Od wczesnej młodości zwracała uwagę swym bystrym umysłem i inteligencją. Uzyskała z wyróżnieniem licencjat na Uniwersytecie Filipińskim, jako pierwsza kobieta w historii archipelagu. Wykładała następnie matematykę na macierzystej uczelni. Związała się później z Centro Escolar University, była sekretarzem tej instytucji. W 1962 została z kolei jej rektorem.
Znana była z wszechstronnej i szeroko zakrojonej działalności społecznej. Związana z krajowym ruchem skautowym, współzakładała oraz przewodniczyła Girl Scout of the Philippines. Wspierała działania na rzecz równouprawnienia, zwłaszcza w odniesieniu do grup tradycyjnie dyskryminowanych. Angażowała się w walkę o przyznanie filipińskim kobietom praw wyborczych. Znalazła się wśród współzałożycielek Council of Filipino Women, przewodniczyła wspierającej osoby niepełnosprawne Philippine Foundation for the Rehabilitation of the Disabled. Stała również na czele Philippine Association of University Women, stowarzyszeniu zrzeszającemu Filipinki zawodowo związane ze środowiskiem uniwersyteckim. Kierowała też National Federation of Women's Clubs. Prezydent Sergio Osmeña powołał ją w skład komisji koordynującej odbudowę Filipin po zakończeniu II wojny światowej.
W 1917 poślubiła Vicente Lima, pierwszego filipińskiego absolwenta Akademii Wojskowej Stanów Zjednoczonych w West Point i późniejszego generała. Zmarła w wyniku choroby nowotworowej. Upamiętnia ją między innymi przyznawana drużynom skautowym Pilar Hidalgo Lim Troop Achievement Award.